# Horizontal pitch
Horizontal pitch (HP) est une unité de longueur définie par la norme Eurocard (carte de circuit imprimé) utilisée pour mesurer la largeur horizontale des équipements électroniques montés en rack, similaire à une unité de rack (U), utilisée pour mesurer les hauteurs verticales des équipements montés en rack. Un HP mesure 0,2 inch de large,. Un rack 19 pouces standard mesure 95 HP, dont 84 HP sont généralement utilisables. Un rack 23 pouces standard mesure 115 HP et 104 HP sont généralement utilisables.